# Allerheiligenkirche (Eichstruth)

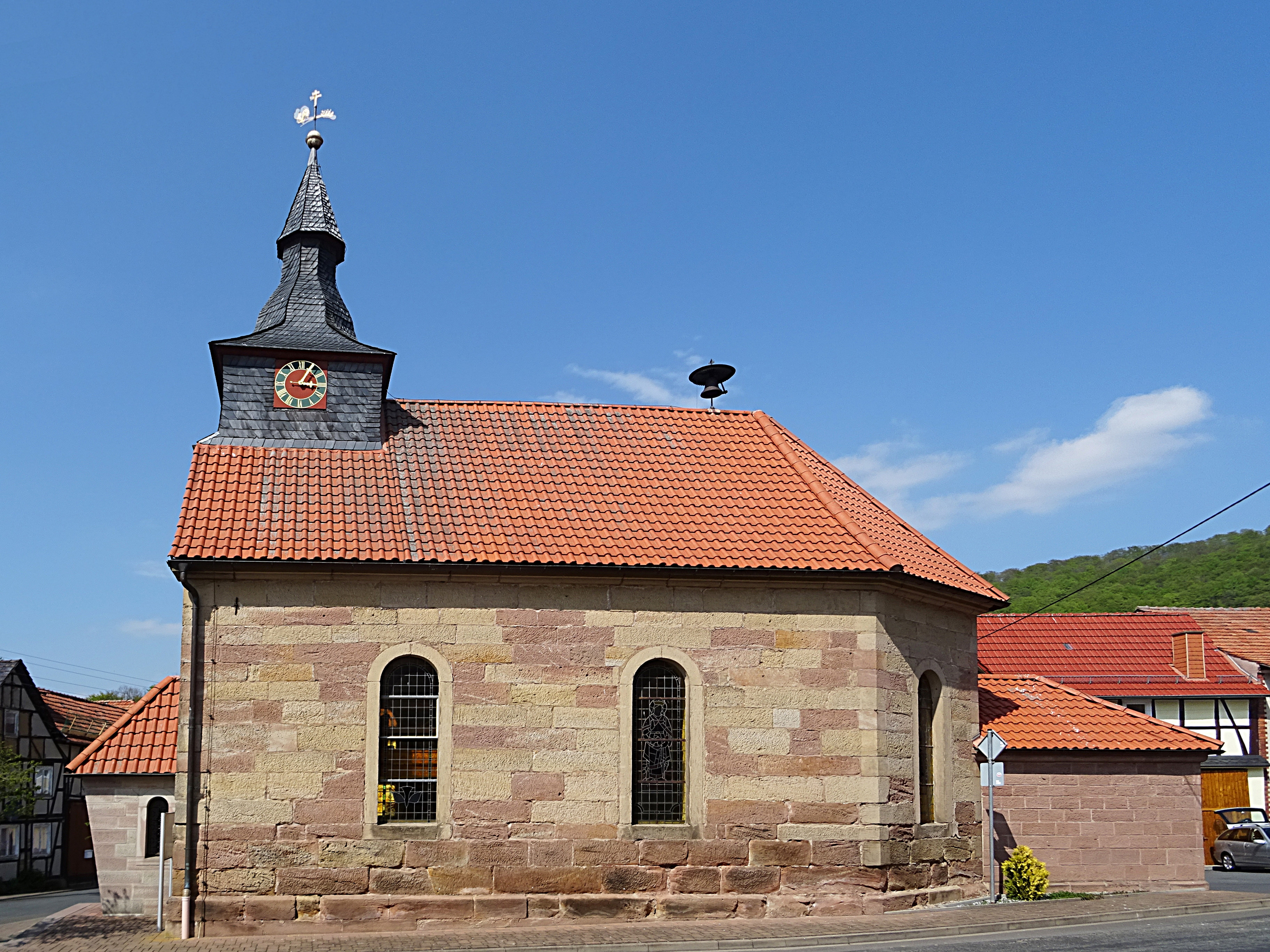
Die Allerheiligen-Kirche von Süden

Die römisch-katholische Filialkirche Allerheiligen steht in Eichstruth in der Landgemeinde Uder im thüringischen Landkreis Eichsfeld. Sie ist Filialkirche der Pfarrei St. Jakobus der Ältere Uder im Dekanat Heiligenstadt des Bistums Erfurt. Sie trägt das Patrozinium Allerheiligen.

## Geschichte
Aus Kirchenbüchern ab 1701 geht hervor, dass vor 1610 die von Hanstein das Patronat innehatten. Demzufolge stand bereits vor 1610 ein Gotteshaus im Ort. Die erste Kirche in Eichstruth stand am Ortsrand beim heutigen Friedhof und war aus Fachwerk errichtet. Wegen Baufälligkeit und Platzproblemen wurde 1811/12 eine neue Kirche mitten im Dorf am Anger gebaut. Die Kosten von 964 Talern wurden aus der Gemeindekasse bezahlt. Sie war eine von zwei Kirchen, die während der französischen Herrschaft im Eichsfeld gebaut wurden. 1951 wurde die Sakristei und 1964 der Vorbau am Eingang angebaut. Am 25. Juli 1991 verursachte ein Schwelbrand in folge eines Blitzschlags einen großen Schaden, dabei wurden Teile der Kassettendecke und die Orgel stark beschädigt. Am 19. Juli 1992 konnte die wieder hergerichtete Kirche durch Weihbischof Hans-Reinhard Koch wieder eingeweiht werden.
Bis 1799 war Eichstruth Filialkirche von Wüstheuterode, danach bis Ende 2004 eine Filiale der Pfarrei St. Martin Mackenrode. Am 1. Januar 2005 wurde die Pfarrei St. Martin Mackenrode aufgelöst. Eichstruth und Mackenrode wurden zu Filialgemeinden der Pfarrei St. Bonifatius Wüstheuterode. Die Pfarrei St. Bonifatius Wüstheuterode wurde wiederum am 31. Dezember 2016 aufgelöst und alle Kirchen der Pfarrei zum 1. Januar 2017 zu Filialkirchen der neugegründeten Pfarrei St. Jakobus der Ältere Uder.

## Ausstattung
Die Kirche verfügt über einen Barockaltar von 1770 und eine Kanzel aus dem 16. Jahrhundert. Die Figuren an der Kanzel sind jedoch älter und stammen aus dem 15. Jahrhundert. Die Kassettendecke zeigt Darstellungen der Apostel. 1952 wurden die Fenster geschaffen.

## Orgel
Die Orgel wurde 1993 von Karl Brode aus Heiligenstadt gebaut. Sie hat Schleifladen mit 8 Registern, verteilt auf ein Manual und Pedal. Register- und Tontraktur sind mechanisch. Die Disposition lautet wie folgt:
| I Manual C–g3 |       |
| Holzgedackt   | 8′    |
| Prinzipal     | 4′    |
| Rohrflöte     | 4′    |
| Gemshorn      | 2′    |
| Quinte        | 1 ⁄3′ |
| Musette       | 8'    |

| Pedal C–f1 |     |
| Subbaß     | 16′ |
| Pommer     | 8′  |

- Koppel: I/P

Anmerkungen
1. 1 2  Bass-/Diskantteilung zwischen a und b